# Cycle de vie (commerce)
Pour les articles homonymes, voir Cycle de vie.
Le cycle de vie du produit est la succession d'étapes de commercialisation que traverse un produit (bien ou service) dans le temps. En effet, les conditions de vente d'un produit changent en permanence.

## Analogie avec la biologie
Dans la culture populaire comme dans le langage des économistes, l'entreprise est volontiers comparée à un organisme ou à une espèce. Dans la théorie cognitive, le phénomène a été qualifié de projection ou métaphore. Comme l'organisme, l' « entreprise a un cycle de vie, comportant des stades de développement, dont la conception, la gestation, la naissance, la croissance, le déclin et la mort ». Dans le cycle de vie décrit par les économistes, la naissance correspond au lancement du produit sur le marché, la croissance et l'adolescence correspondent à des périodes d'expansion et de turbulence de marché, la période adulte et la vieillesse, correspondent à une maturité de marché, suivie d'un déclin.
Certains économistes revisitent les théories de Darwin et poussent la métaphore plus loin en décrivant le ballet de poissons qui s'entretuent :

« Des petits requins affamés entrent à l'occasion d'une grande marée dans un étang. Ils y mangent les petits poissons puis se mangent entre eux. Les plus forts survivent, engraissent, vieillissent, se ramolissent. À la grande marée suivante, de jeunes requins arrivent, les dévorent à leur tour »

Le cycle de vie employé en commerce, qui décrit une trajectoire en forme de cloche, n'a pas grand-chose à voir avec le cycle de vie décrit en biologie. Ce dernier ignore que l'individu dépérit et meurt, pour se concentrer sur la reproduction. Le cycle de vie décrit en biologie est, lui, cyclique.

## Étapes

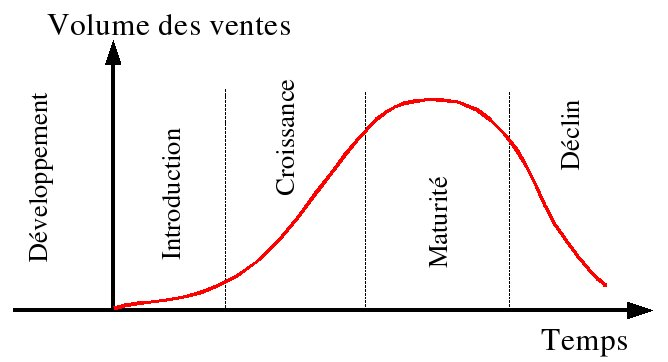
Cycle de vie

Les produits passent généralement par cinq stades de vie. 
1. Développement d'un nouveau produit
  - coûts très importants
  - pas de recettes
  - pertes pour l'entreprise
2. Stade de lancement : introduction du produit sur le marché
  - coûts élevés de production et de développement
  - faible volume de vente
  - pertes pour l'entreprise
  - prix élevés
3. Stade de croissance
  - coûts réduits par les économies d'échelle
  - croissance importante des volumes de vente
  - profits croissants pour l'entreprise et marges élevées
  - prix assurant une large part de marché
  - début de simplification du marché : les grandes entreprises achètent les PME innovantes
4. Stade de maturité
  - marges réduites, disparition des compétiteurs incapables d'économies d'échelle (absorption, retrait, faillite, oligopoles, stabilisation des parts de marché)
  - coûts de production faibles, mais coûts de promotion commerciale et de services à la clientèle élevés
  - maximum des volumes de vente
  - forte sensibilité à la conjoncture
  - profits encore très importants mais stagnants
  - fortes segmentations : les gammes de produits se sont diversifiées pour répondre à une demande exigeante
  - tendance à la baisse des prix en raison de la concurrence
  - anticipation de produits de remplacement par la recherche et le développement
5. Stade de déclin
  - diminution des ventes
  - diminution des profits
  - diminution des prix
  - apparition de produits de remplacement

Toutefois, nombre de produits ne dépassent pas la résistance à l'innovation lors des premières phases, expliquant le taux d'échec important[réf. souhaitée].

## Démarrage du cycle du produit
Le cycle de vie démarre avec la conception et le développement du produit.  
Le processus de résistance du consommateur face à une innovation de rupture (bien, service, technologie ou idéologie) se déclenche dès son annonce ou sa présentation.
Le Dr Biagio Di Franco a modélisé ce comportement de résistance sous la forme d'une « spirale de résistance du consommateur », qui complète le modèle du cycle de vie et explique le taux élevé d'échecs avant et après les lancements de produits innovants. L'utilisation de techniques de marketing adaptées permet alors de réduire le processus de résistance du consommateur lors du lancement du produit,.

## Gestion
En outre, certains produits semblent rester au stade mûr de façon permanente (par exemple le lait). On constate toutefois que ces types de produits sont en constante évolution. Dans l'exemple du lait : évolution du packaging, adaptation du produit à des demandes diversifiées (enfants en croissance, régimes amaigrissants ou thérapeutiques, aromatisations diverses...). Le marketing utilise différentes techniques pour éviter ou retarder le stade du déclin. Cependant, il est généralement possible d'estimer l'espérance de vie d'une catégorie de produits. Les cycles de vie se présentant en décalage sur les différents marchés géographiques, une stratégie bien conduite de diffusion internationale permet au produit de durer.
Il est important pour une entreprise de faire coexister la commercialisation de produits parvenus à des stades différents de leur cycle de vie, et de préparer par l'innovation le relais des produits approchant de la phase de déclin.
Les stratégies de communication marketing changent au cours du cycle de vie. Par exemple, elles peuvent être informatives et pédagogiques en phase d'introduction, persuasives et imaginatives en phase de croissance ou de maturité, puis supportées par des clichés cognitifs dans le dernier stade (notoriété de marque, répétitivité des logos, slogans, couleurs, s'appuyant sur des représentations acquises et inscrites dans l'inconscient des consommateurs).
Le cycle de vie intervient aussi dans le choix de la stratégie d'entreprise et peut permettre de déterminer cette dernière à l'aide de la gestion des connaissances. Bruno Bizalion a développé un nouveau concept de cycle de vie basée non pas sur le temps, car c'est une donnée trop aléatoire et trop variable selon les secteurs, mais sur le taux de croissance[réf. nécessaire].

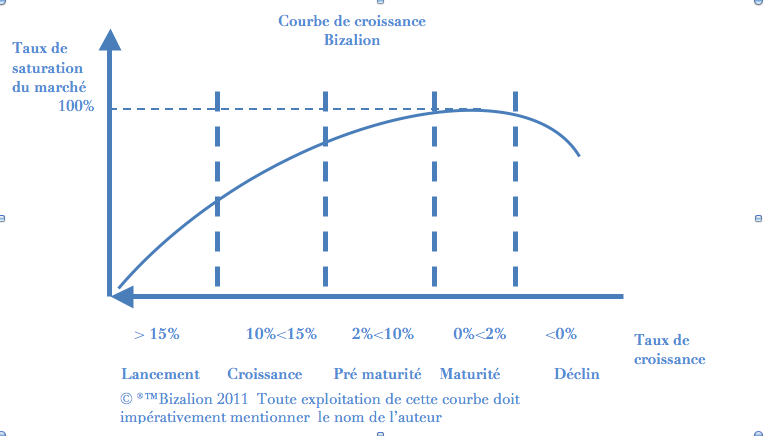
cycle de vie d'un produit

Cette approche a pour mérite de rendre homogène le nom des phases avec un indicateur mesurable :
- lancement : taux de croissance très élevé ;
- croissance : taux de croissance moyen supérieur à 10 % voire 15 % ;
- prématurité : taux de croissance positif, mais qui ralentit et se situe entre 2 % et 10 % ;
- maturité : taux de croissance faible de 0 % à 2 % ;
- déclin : taux de croissance négatif.

Cette courbe de croissance est très facilement utilisable quel que soit le secteur.

## Diffusion des innovations
Les produits lancés sur les marchés ne rencontrent pas obligatoirement le succès lors de leur première mise sur le marché. Au delà des caractéristiques technique du produit (niveau de maturité technique, industrialisation, design...) de nombreux autres facteurs sociaux interviennent notamment : la publicité, les mœurs du public visé, les canaux de distributions.

Des vitesses d'adoption très variables
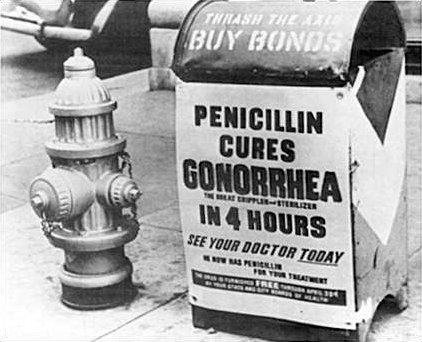
La pénicilline
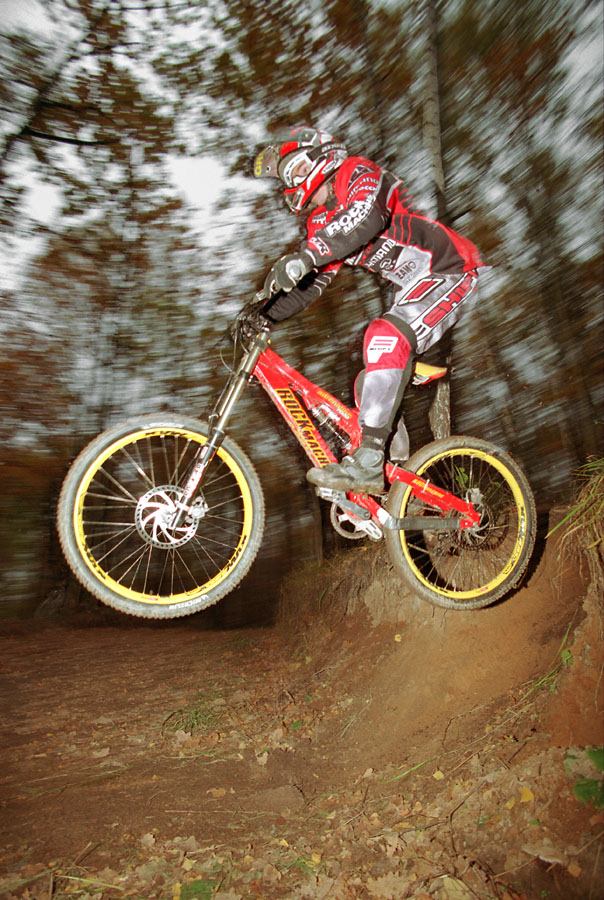
Le VTT
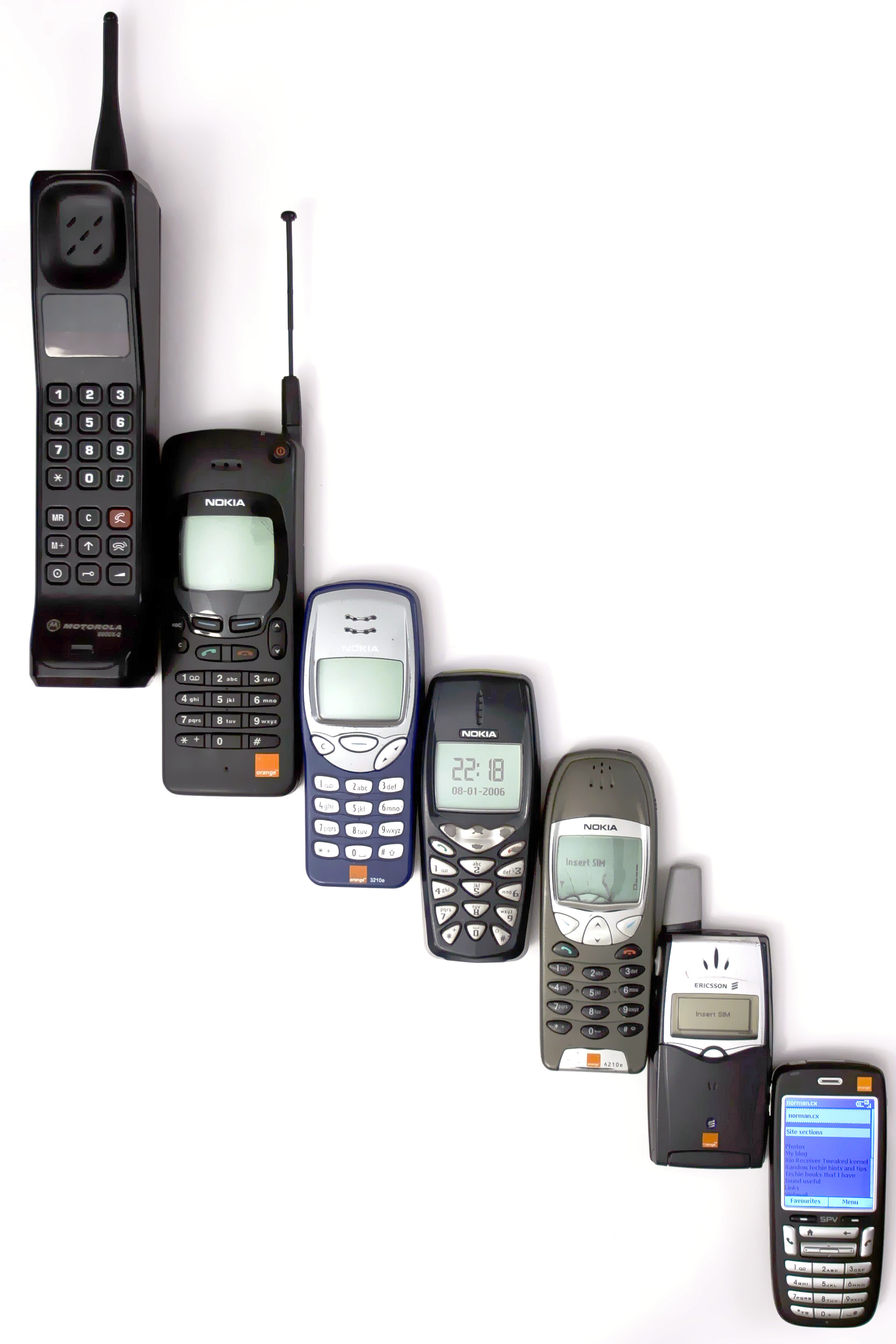
Le téléphone mobile
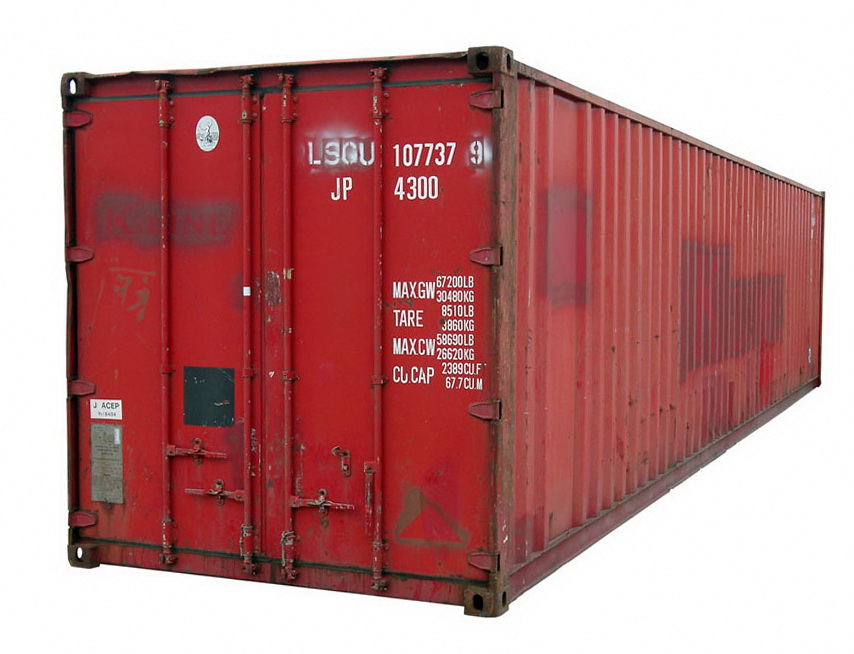
Un conteneur
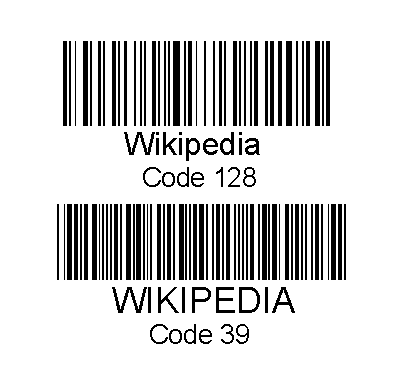
Le code-barres
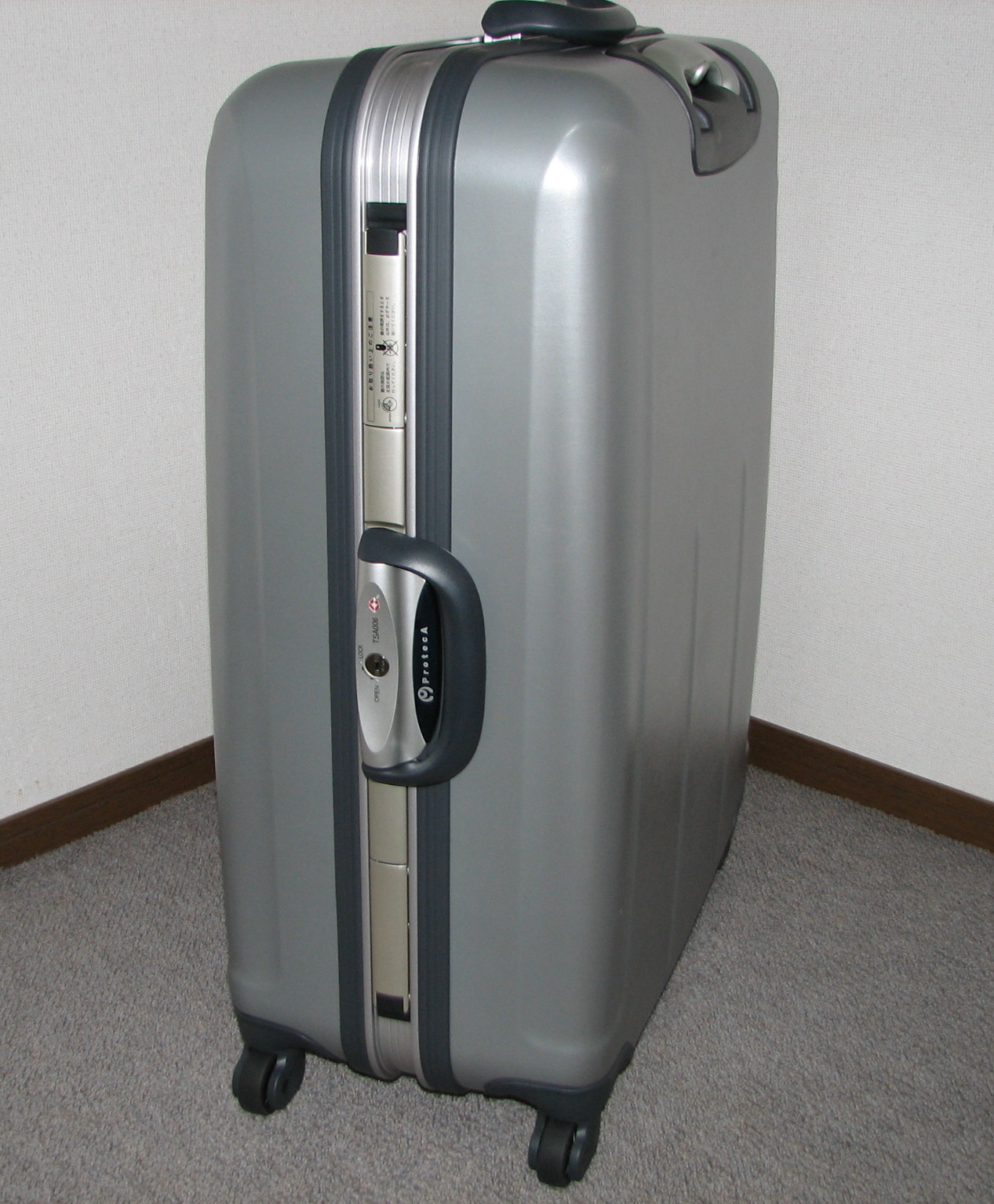
La valise à roulettes
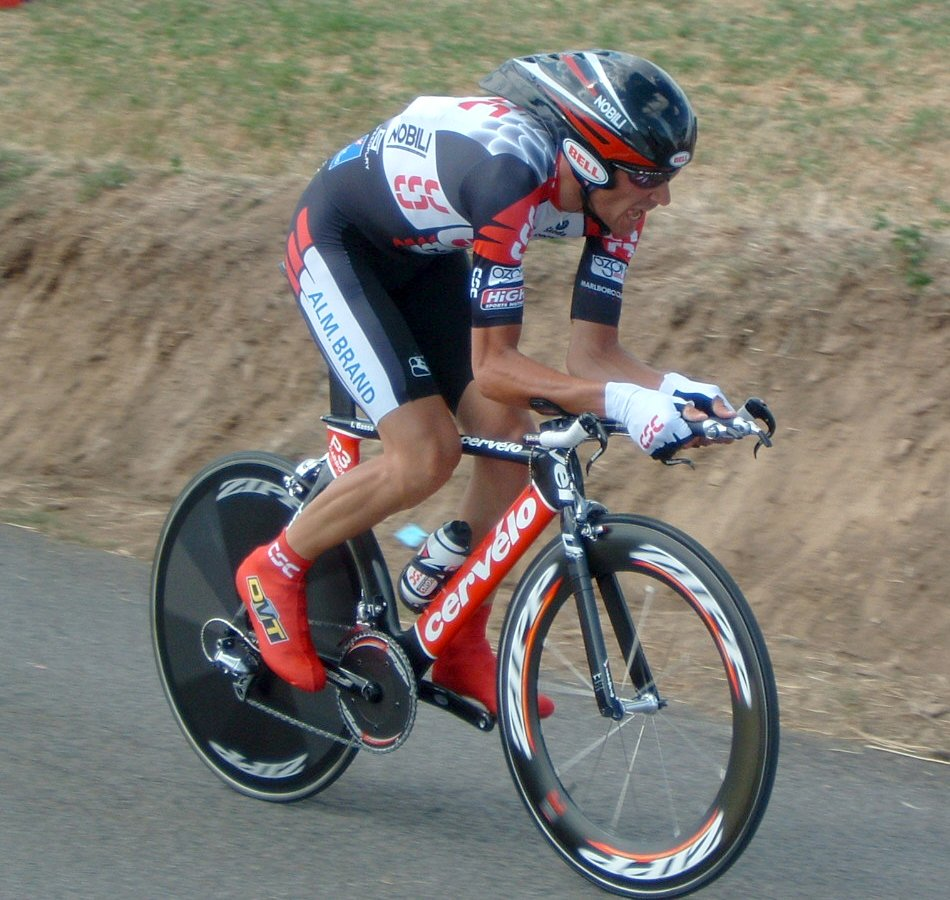
Les prolongateurs sur les vélos de contre-la-montre
La clé USB
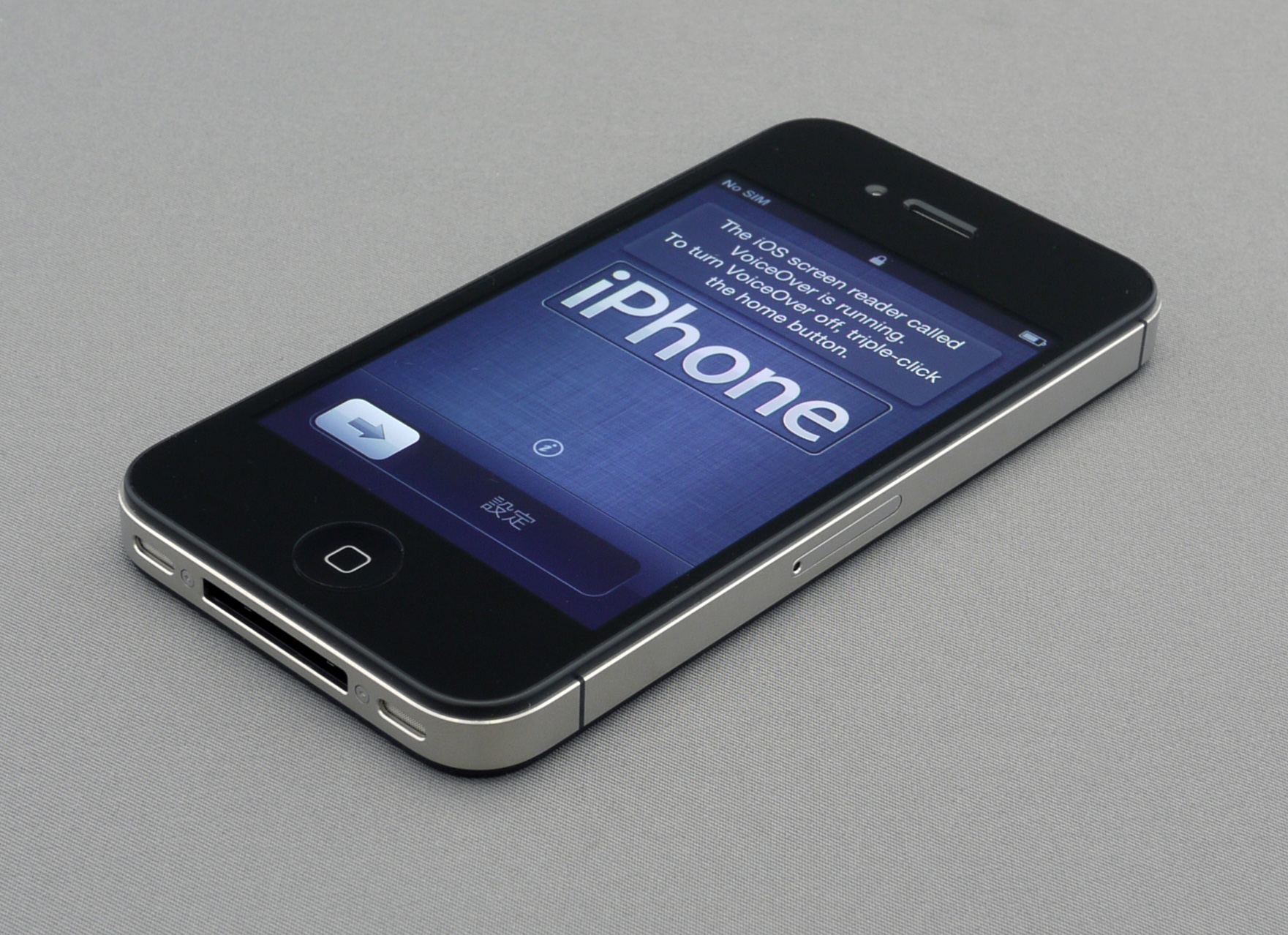
L'iPhone
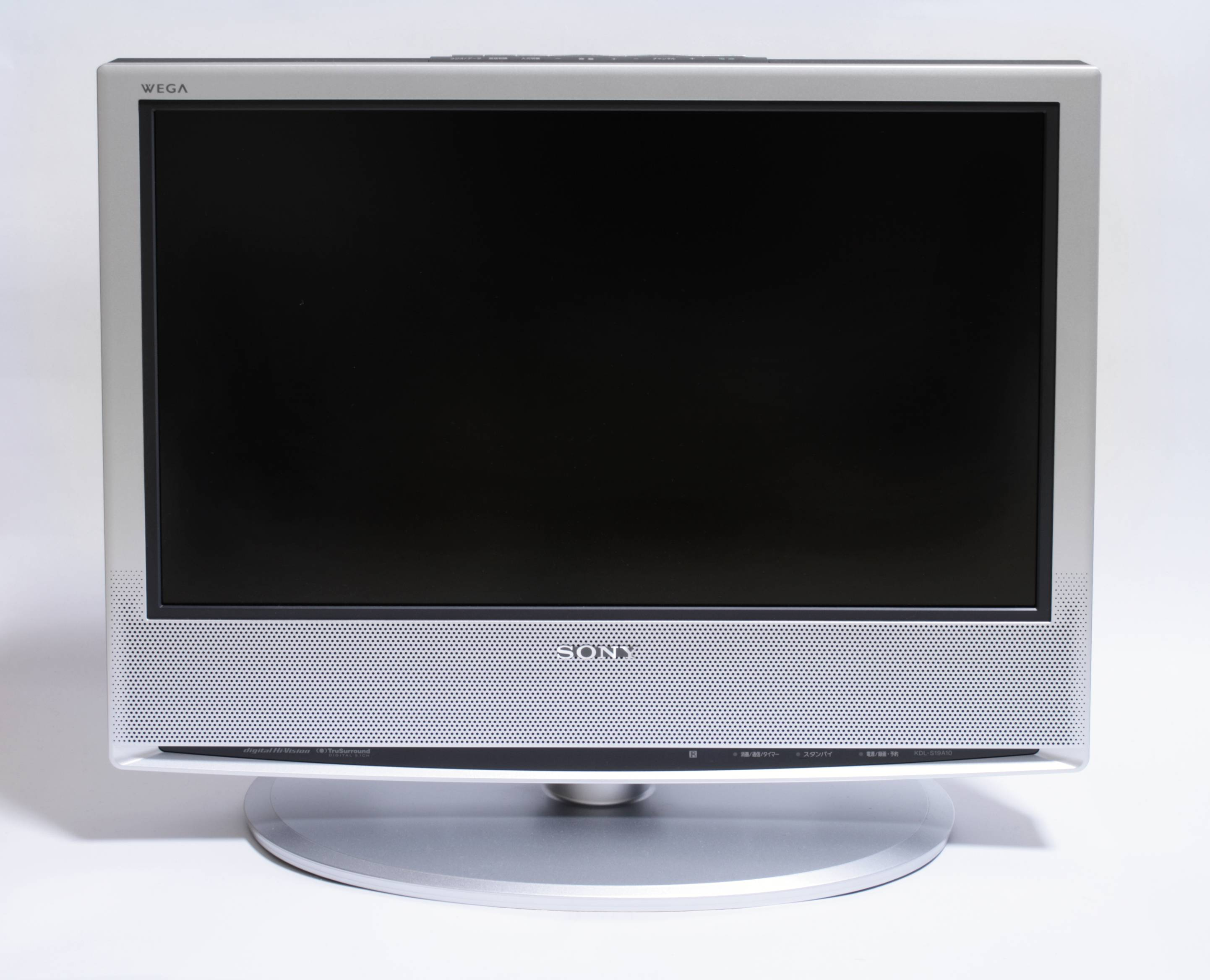
Les téléviseurs à écran plat
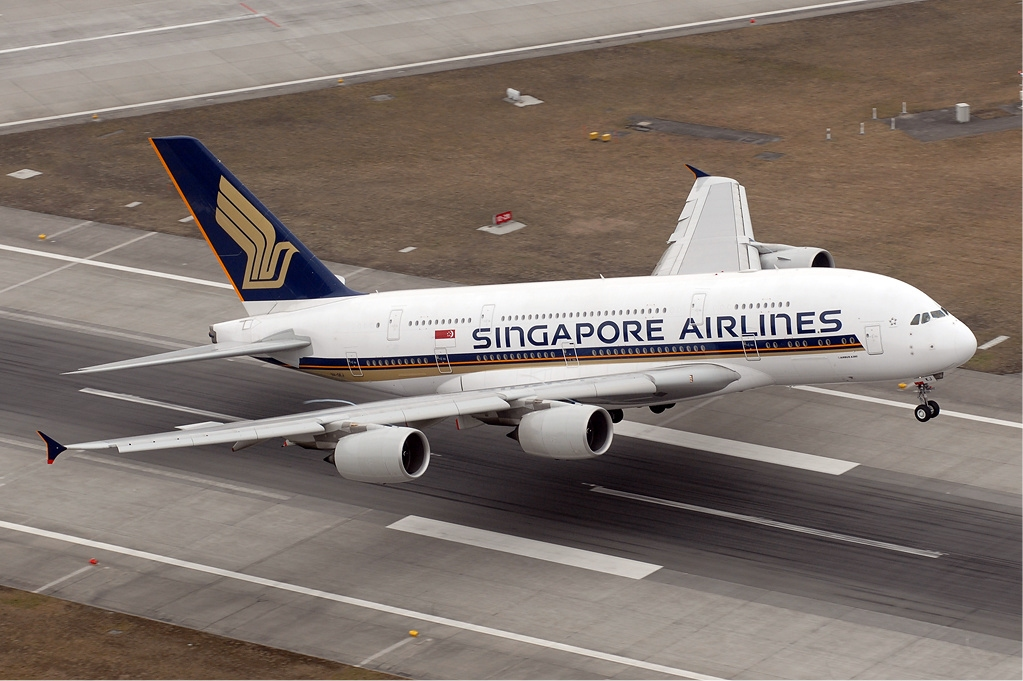
L'Airbus A380

- Le VTT, inventé en France en 1950, a été oublié puis réinventé aux États-Unis en 1970, avec une production en série en 1979, découvert en France en 1983 et devenu discipline olympique seulement en 1996.
- Le téléphone mobile, inventé en 1980, était encombrant et cher, des progrès technologiques dans les années 1990 ont permis de faire diminuer les couts et d'en réduire la taille ce qui a augmenté sa démocratisation, qui sera encore améliorée avec l'arrivée des SMS[7].
- Le conteneur, inventé en 1956, a donné naissance au processus de conteneurisation dès 1960 mais n'est pas été adopté au niveau mondial avant 1980.
- La valise à roulettes, inventée en 1987 par Robert Plath, pilote à la Northwest Airlines, a conquis le monde dès 1990 sans aucune publicité.
- La clé USB, inventée en 1999, a été lancée dès 2000 par Netac Technology et IBM et s'est généralisé en quelques années face aux disquettes et au CD.
- Les téléviseurs à écran plat ont remplacé à partir de 2000 les téléviseurs traditionnels dans tous les foyers.
- L'iPhone d'Apple, lancé en 2007, s'est imposé en une année sur le marché. Les versions successives ont été adoptées en l'espace de quelques semaines dans le monde entier avec des queues et des files d'attente devant les magasins.
- L'Airbus A380, dont le premier a été livré en 2007, a été adopté par les compagnies aériennes en fonction de la capacité de production d'Airbus et des infrastructures des destinations desservies.

La théorie dite de la « diffusion de l'innovation » — on parle aussi de diffusion « des » innovations —, formulée par Everett Rogers en 1962, suppose que trois grands facteurs expliquent la vitesse d'adoption d'un produit nouveau :
- les caractéristiques du produit ou du service ;
- les caractéristiques des consommateurs et utilisateurs ;
- les profils des différentes catégories d'adoptants.

### Facteurs d'adoption d'un produit nouveau
Everett Rogers définissait cinq caractéristiques inhérentes d'innovations influençant les décisions des personnes quant à l'acceptation ou le rejet d'une innovation. On s'accorde aujourd'hui à y ajouter : la disponibilité, le prix et les actions publicitaires et promotionnelles[réf. nécessaire].
| Facteur                                  | Definition |
| ---------------------------------------- | --- |
| Avantage relatif                         | Les évolutions d'une innovation par rapport à la génération précédente. |
| Compatibilité                            | La compatibilité qu'une innovation a pour être introduite dans la vie des personnes. |
| Complexité ou simplicité                 | Si l'innovation est perçue comme étant difficile d'utilisation, une personne aura plus de recul quant à son adoption.                                                                                        |
| Possibilité d'essai                      | La facilité qu'une innovation a à être essayée. Si un utilisateur a la possibilité de tester une innovation, la personne sera plus encline à l'adopter.                                                      |
| Visibilité                               | L'étendue de la visibilité de l'innovation. Plus une innovation est visible, plus elle s'introduira chez les personnes, et leurs réseaux personnels créeront davantage de réactions, positives ou négatives. |
| Disponibilité                            | La possibilité d'en faire l'acquisition au travers d'une distribution ou d'une implantation mondiale. |
| Prix                                     | Prix et facilités de paiement. |
| Actions publicitaires et promotionnelles | |

### Catégories d'utilisateurs face à un nouveau produit

La diffusion des innovations d'après Everett Rogers. À mesure que les groupes de consommateurs successifs (en bleu) adoptent la nouvelle technologie, sa part de marché (en jaune) augmente jusqu'à son niveau de saturation.

Everett Rogers classe les consommateurs et les utilisateurs selon leur intérêt pour la nouveauté et leur rapidité à adopter les produits nouveaux :
- les innovateurs (2,5 % de la population) ;
- les adeptes précoces (13,5 %) ;
- la majorité précoce (34 %) ;
- la majorité tardive (34 %) ;
- les réfractaires (misonéistes, néophobes) (16 %).

Ces proportions relatives à chaque catégorie sont assez proches de la courbe de Gauss (également appelée courbe en cloche). Dans la pratique, toutefois, elles varient d'un produit à l'autre.
Il en est de même de la vitesse de passage d'une catégorie d'utilisateurs à l'autre, qui peut être très rapide, ou dans certains cas demander de nombreuses années.
De nombreuses innovations échouent à trouver leur marché et ne dépassant pas le seuil critique des seuls innovateurs ou adeptes précoces. Ce seuil est également appelé « gouffre de Moore », d'après Geoffrey Moore qui l'a popularisé dans ses études sur la diffusion de l'innovation technologique.
Les travaux de Philippe Mallein, sociologue français, ont notamment permis de mesurer le poids dans la population française des différentes catégories d'innovateurs, à l'aide de la méthode CAUTIC© développée à cette fin[réf. nécessaire].

### Diffusion d'un produit nouveau et plan marketing
De ce fait, la diffusion d'une innovation ne demande pas seulement un lancement initial réussi (après des tests si possible), ce qui est un atout, mais aussi un plan stratégique prévoyant des actions :
- de suivi et d'analyse des résultats ;
- d'adaptation, du produit lui-même, des méthodes de promotion, des canaux de diffusion, etc. ;
- de développement, éventuellement en déclinant une gamme de produits et services dérivés ou connexes.